# Candy Crush Saga
Candy Crush Saga is een videospel dat in april 2012 werd uitgebracht door King. Het spel kon oorspronkelijk alleen op Facebook worden gespeeld. In november 2012 werd Candy Crush Saga ook beschikbaar gemaakt voor smartphones en tablets.

## Ontwikkeling
Het spel is ontwikkeld door King en via de website van het bedrijf is het ook op een gewone pc te spelen. In maart 2013 passeerde de Facebook-versie van Candy Crush Saga het spel FarmVille 2 als populairste spel met maandelijks 45,6 miljoen gebruikers.

## Spel
Het doel van Candy Crush Saga is om zoveel mogelijk levels te halen. Ieder level heeft een eigen opdracht. Deze opdrachten kunnen voltooid worden door snoepjes te verwisselen en zo drie, vier of vijf op een rij te maken. Er zijn zes soorten snoepjes die er qua uiterlijk verschillend uitzien. Door bijzondere combinaties te maken ontstaan er boosters om in één zet meerdere snoepjes weg kunnen spelen. Het is ook weer mogelijk om deze boosters te combineren wanneer deze naast elkaar liggen.

### Levels
Er zijn vijf verschillende type velden.
- punten scoren: De speler krijgt een aantal zetten en moet binnen die zetten de score halen;
- gelatine: De speler krijgt een aantal zetten en moet binnen die zetten alle gelatine wegspelen;
- ingrediënten naar beneden halen: Er verschijnen speciale ingrediënten (kersen of noten) in het veld die in een aangegeven aantal zetten naar beneden gespeeld moeten worden;
- tijd: De speler moet binnen de aangegeven tijd een aantal punten weten te halen;
- bestellingen: De speler moet een aantal speciale snoepjes weten te halen door combinaties te maken om het volgende level te halen.

### Levens
Het spel heeft een maximum van vijf levens. Elke 30 minuten krijgt de speler er een nieuw leven bij. De speler heeft de mogelijkheid om extra levens aan vrienden te vragen of om levens te kopen.

## Hoofdfiguren
- Tiffi is de hoofdrolspeler in het spel. Zij is een blond meisje met de staartjes;
- Mr.Toffee helpt gedurende het spel. Hij geeft diverse tips en speluitleg;
- Yeti werkt in de winkel waar de speler cadeaus kan kopen;
- Odus is een uil die de centrale figuur is in een extra spel, dat gespeeld kan worden naast het gewone spel.

## Populariteit
Het spel werd alleen al in december 2012 meer dan 10 miljoen keer gedownload. Op Facebook is het de meest populaire app met meer dan 74 miljoen likes.

## Vervolg
Inmiddels zijn er nieuwe versies van het spel ontwikkeld:
- Candy Crush Soda Saga;
- Candy Crush Jelly Saga;
- Candy Crush Friends Saga.

De nieuwe versies hebben onder andere type levels en nieuwe boosters.